# Bahamai font
A bahamai font a Bahamák brit koronagyarmat pénzneme volt 1966-ig paritásban a brit font sterlinggel. Gyakorlatilag csak papírpénz formájában létezett, érméket egy 1806-ban kibocsátott 1pennys kivételével nem vertek. A bahamai dollár váltotta fel, 1 dollár 7 shillingel lett egyenértékű ( 1 font sterling = 20 shilling = 240 penny).

## Története
A Bahama-szigetek, melyek addig spanyol uralom alatt álltak, 1718-ban kerültek a brit korona fennhatósága alá. Azonban hasonlóan a többi amerikai brit koronagyarmathoz, először spanyol érméket használtak a készpénzforgalomban. Egy spanyol 8 reálos ( Real de a Ocho, vagy Peso de a Ocho ) ezüstérme előbb 4 brit shilling 4 pennyvel, majd 4 shillinggel és 2 pennyvel volt egyenértékű. Nagy-Britannia először 1825-ben még sikertelenül, majd 1838-ban már eredményesen rendeleti úton ( Order in Council ) bevezettette a brit érmék kizárólagos használatát. Ekkortól az összes brit érme, azaz a bronz farthing (1/4 penny), fél penny, 1 penny, az ezüst 3, 6 penny, shilling, florin, 1/2 korona, korona, és az arany 1/2 sovereign, valamint 1 sovereign bevezetésre került ( 1 font sterling = 1 sovereign = 4 korona (crown) = 10 florin = 20 shilling = 240 penny = 960 farthing). A bahamai font megszűnésének oka, hogy a Bahamák gazdasága már a hatvanas évek derekán erősen az amerikai turizmustól függött, ezért racionális döntés volt egy új, az amerikai dollárral egyenértékű helyi valuta bevezetése Sir Stafford Lofthouse Sands brit gyarmati pénzügyminiszter részéről a font sterling helyett.

## Érmék
Az egyetlen bahamai érme, mely a font sterling pénzrendszerben kibocsátásra került egy 1 pennys volt 1806-ban.

## Papírpénzek

### Bahamas Government
1919-től a gyarmat kormányzósága ( Bahamas Government ) vette át a Bank of Nassau nevű kereskedelmi banktól a papírpénzek kibocsátását. A furcsa, 4 shillinges címletek bevezetésére az volt a magyarázat, hogy azok kerekítve közel 1 amerikai dollárt értek. Akkoriban 1 font sterling, azaz 20 shilling 4.8 amerikai dollárt ért.

#### 1919-es sorozat
Az első, 1919-es sorozatban 4 shillinges, 10 shillinges és 1 fontos címletek kerültek forgalomba. A címletek mérete és dizájnja megegyezett, csak a színük tért el egymástól.

#### V. György király sorozat
Az 1920-as években megjelent második sorozat minden címlete V. György királyt ábrázolta fő motívumként jobbra az előoldalon, balra a gyarmat címere, középen pálmafás tengerpart és vitorlás voltak láthatóak. A hátoldalra az Egyesült Királyság címere került. Szintén 4 és 10 shilling, illetve 1 font névértékben lettek kibocsátva.

#### VI. György király sorozat
Az 1936-ban történt uralkodóváltások, V. György halála, majd utóda, VIII. Eduárd lemondása szükségessé tették egy új széria bevezetését, VI. György portréjával. 
A dizájn a 4 és 10 shillinges és az 1 fontos esetében hasonlított az előző sorozatra, plusz biztonsági elemként jelent meg a vízjel (Kolumbusz Kristóf profilból) és a polychrom (többszínű) offszet alapnyomat. Az előoldalon jobbra uralkodóportré, balra a gyarmat címere, középre pedig vízjelmező került. A hátoldalon balra az Egyesült Királyság címere, jobbra pedig nagy méretű értékjelzés látható. A címletsor új eleme, az 5 fontos a kisebb névértékektől némileg eltért, az előoldalról hiányzott a gyarmati címer, mely a hátoldalon kapott helyet, ezen az anyaország címerét nem ábrázolták.

#### II. Erzsébet királynő sorozat
A II. Erzsébet sorozat előoldala a királynő képmása kivételével megegyezett a VI. György típuséval. A korábban rendkívül színes hátoldal azonban egyszínűre változott.

### Bank of Nassau
A Bank of Nassau nevű kereskedelmi bank az 1870-es évektől 5 shillinges, 10 shillinges és 1 fontos bankjegyeket bocsátott ki Viktória királynő portréjával. 
1906 és 1916 között pedig 4 shillinges, 10 shillinges és 1 fontos bankjegyeket hozott forgalomba a Bahamák címere és a bank elnöke képmásával.